# ラジオ時事対談
『ラジオ時事対談』（ラジオじじたいだん）は、ラジオ日本の深夜放送。
2009年11月6日開始、2021年8月26日終了。

## 内容
改編期ではない2009年11月、突然スタートした、社会派番組。2011年10月～2012年3月は2時間枠に拡大された。
パーソナリティは、フリープロデューサーの有泉孝。メインの対談コーナーと、複数のレギュラーコーナーからなる。有泉は全てのコーナーに出演し、司会を務める。
レギュラーコーナーの出演者が、対談コーナーに登場することもある。そのケースは、その出演者のレギュラーコーナーは休止となる場合もある。
女性アシスタント1人が出演し、番組進行のセリフを言うこともある。アシスタントの出演がない場合は、有泉1人で、司会・進行の全てを担う。アシスタントは、2012年6月まではほぼ毎回出演。2012年7月6日～2012年12月7日の期間は全く出演せず。2012年12月14日、2012年12月21日、2013年1月18日は出演したが、2013年1月25日以降、全く出演していない。また、番組第1回から約1年間は、有泉のほか、八木秀次（麗澤大学教授）がレギュラー出演していた。
放送は録音。2013年5月3日に番組初の生放送を行った。
開始当初から番宣及び、局公式サイト上での予告などは一切行なわれていない。
有泉は本番組の他、やはりラジオ日本の「松原仁のジン・じん・仁」制作にも関わっていた。

### 対談コーナー
対談コーナーは、有泉とゲスト1～4人程度が出演して、毎回テーマを設定し、政治・経済を中心とした時事問題について保守的な立場から議論する。
番組が始まった時期は民主党の鳩山由紀夫内閣が発足した直後であり、政府批判が主なテーマだったが、2012年12月に自民党の第2次安倍内閣になって以後は、尖閣諸島問題、韓国・北朝鮮・中国との関係や北朝鮮による日本人拉致問題などの外国や外交の問題、経済問題などを主なテーマに扱う。なお、拉致問題については番組開始時より定期的に取り上げている。
アメリカ合衆国との関係がテーマになる事はない。

### 構成
以下が、通常のコーナー構成パターン。
1時間枠時代
オープニングクレジット→対談コーナー＜前半＞→レギュラーコーナー1～2個→対談コーナー＜後半＞→レギュラーコーナー1～2個→エンディングクレジット
2時間枠時代
- 25時台：オープニングクレジット→対談コーナー＜前半＞→レギュラーコーナー1個→対談コーナー＜後半＞→レギュラーコーナー1個→「今日の1曲」
- 26時台：レギュラーコーナー4～5個→エンディングクレジット

## 放送日時
- 2009年11月6日～2011年9月30日：毎週金曜25:00-26:00
- 2011年10月7日～2012年3月30日：毎週金曜25:00-27:00
- 2012年4月6日～2014年7月26日：毎週金曜25:00-26:00
- 2014年8月2日～2016年1月1日：毎週金曜25:00-25:30
- 2016年1月7日〜終了 : 毎週木曜24:30-25:00

終了後は「musicパートナー」（つなぎ番組）。

## 出演者
パーソナリティ
- 有泉孝

女性アシスタント
- 川崎谷桐子（元テレビ金沢アナウンサー）[1][2]
- 唐澤百合[3][4]
- サクラケイコ＜表記は不明＞
- 乳原佳代（印象戦略コンサルタント　有限会社キャステージ代表）[5][6]
- ヤマザキナオコ＜表記は不明＞

レギュラー
- 八木秀次 (法学者)（麗澤大学教授）＜2009年11月6日から約1年間＞

### 対談コーナー
頻出ゲスト
- 八木秀次＜レギュラー出演終了後も、頻繁にゲスト出演＞
- 宇田川敬介（国会新聞）
- 岩見隆夫（毎日新聞論説委員）
- 佐々淳行（評論家）
- 三浦朱門（作家）
- 塚本三郎（元衆議院議員）
- 山谷えり子（参議院議員）
- 各レギュラーコーナーの出演者
  - 横田滋・横田早紀江
  - 川嶋朗（東京女子医科大学准教授）

## コーナー
レギュラー出演者あり
- 川嶋朗の統合医療
  - 出演：川嶋朗（東京女子医科大学准教授）
    - 四角恒帆[7]（国際統合医療推進市民機構理事長、NPO法人国連支援交流協会理事）が出演していた時期があり。

  - 病気や健康について扱う。
  - 2012年7月から9月まで、コーナースポンサーとして花王がつく。
- 青木文鷹の日本を救え
  - 出演：青木文鷹（経済アナリスト、株式会社AIGIS社長）
  - 毎回テーマを決め、青木文鷹が、日本を取り巻く様々な問題について話す。
- 村井啓一のヒプノセラピー
  - 2011年2月開始、2012年9月28日終了。
  - 出演：村井啓一（ヒプノセラピスト、日本ホリスティックアカデミー代表）
  - 監修：萩原優（聖マリアンナ医科大学客員教授）
  - ヒプノセラピー＝催眠療法を扱う。毎回、コーナー冒頭に、催眠療法についての説明、コーナー最後に、療法に関する注意が述べられる。
  - 2012年、宮崎ますみ（ヒプノウーマン代表）がゲスト出演。
- 横田早紀江の「めぐみへの手紙」
  - 2011年10月7日開始。
  - 出演：横田早紀江（2011年10月7日～2012年11月30日の毎週、2012年12月～の毎月第1・3・5週）、横田滋（2012年12月～の毎月第2・4週）
  - 北朝鮮による日本人拉致問題解決のため、拉致事件被害者である横田めぐみの母、横田早紀江が出演。娘・横田めぐみの思い出や、拉致問題に関する活動について話す。コーナーの終わりでは毎回、「めぐみさんへのメッセージ」と題して、横田早紀江が実際に「めぐみちゃん。…」と、語り掛ける。
  - 2012年11月までは毎週横田早紀江が出演していたが、2012年12月からは、毎月第1・3・5週に横田早紀江が、第2・4週には横田めぐみの父、横田滋が出演するようになる。
- 週刊やまと新聞
  - 2011年10月7日開始、2012年3月30日終了。
  - 出演：岡時彦（やまと新聞編集局長）
- 土屋敬之の真実はこうだ
  - 2012年3月30日終了。
  - 出演：土屋敬之（東京都議会議員）
- 松橋暉男のZ一旈（ゼットいちりゅう）
  - 2012年3月30日終了。
  - 出演：松橋暉男（東郷神社名誉宮司）

「週刊やまと新聞」と「土屋敬之の真実はこうだ」は、2コーナーをまとめて（両コーナーの出演者が集合し）放送することもある。
その他
- 今日の1曲
  - 2012年3月終了。
  - 出演は、有泉孝と女性アシスタントのみ。
  - 25時台の終わりに、有泉が選曲した楽曲1曲をかける。26時ちょうどになった時点で、曲の途中で終了する（曲のキリのいいタイミングは考慮されておらず、全くの途中で切られる）。
- （メール紹介）
  - 出演は、有泉孝のみ。女性アシスタント出演回は、アシスタントも出演。
  - 番組に寄せられたリスナーからのメールを紹介する。特定のメールの内容を読み上げるか、メールを送ったリスナーの名前のみを列挙する。放送時間の余裕がある2時間枠時代は、メールの内容も紹介することが多かったが、1時間枠時代は名前列挙のみか、コーナー自体がないこともある。番組内容への批判のメールを紹介し、有泉が返答したこともある。

## 使用楽曲
- オープニング、エンディング：坂本九『上を向いて歩こう』
- メールアドレス告知：『カルメン』

## 関連番組

### ザ・拉致問題　めぐみさんは生きている
ラジオ日本の年末単発番組として、2012年12月29日13:00-14:00に『ザ・拉致問題　めぐみさんは生きている』を録音放送。
『ラジオ時事対談』と同じく、有泉孝がパーソナリティ、乳原佳代がアシスタントを務めた。他に、横田早紀江、横田滋、平沼赳夫、中山恭子が出演。

### 有泉・青木の『ニュースだまっちゃおれん』
niconico・ニコニコ生放送の公式チャンネル「大人の社会科チャンネル」にて、毎週月曜19:00-20:30に『有泉・青木の『ニュースだまっちゃおれん』』を生放送。2012年8月頃開始、2013年9月30日終了。
毎回、赤坂の日本自転車会館2号館9階・株式会社JTOP事務所内から生放送で配信していたが、会場の都合（再開発事業により取り壊し。事務所も移転）で終了した。